# Vie privée (2025)
Vie privée is een Franse misdaadfilm uit 2025, geregisseerd en mede geschreven door Rebecca Zlotowski. De hoofdrollen worden vertolkt door Jodie Foster, Daniel Auteuil en Virginie Efira. 

## Verhaal
Lilian Steiner is werkzaam als psychiater en is heel erkend in haar vak. Wanneer op een dag een van haar patiënten overlijdt, is ze ervan overtuigd dat het een moord was. Ze beslist om zelf op onderzoek uit te gaan.

## Rolverdeling
| Acteur            | Personage           |
| ----------------- | ------------------- |
| Jodie Foster      | Lilian Steiner      |
| Daniel Auteuil    | Gabriel Haddad      |
| Virginie Efira    | Paula Cohen-Solal   |
| Mathieu Amalric   | Simon Cohen-Solal   |
| Vincent Lacoste   | Julien Haddad-Park  |
| Luana Bajrami     | Valérie Cohen-Solal |
| Noam Morgensztern | Pierre Hallan       |
| Sophie Guillemin  | Jessica Grangé      |

## Productie
Vie privée is de zesde speelfilm van de Franse regisseur Rebecca Zlotowski. Het originele scenario werd geschreven door Anne Berest en Zlotowski in samenwerking met Gaëlle Macé. Laatstgenoemde had al meegewerkt aan het scenario voor de film Grand Central (2013) van de regisseur. Dit is het eerste werk van de regisseur in het detectivegenre. Eerder had ze zich gewijd aan dramafilms en romantische films. De film wordt geproduceerd door Frédéric Jouve voor Les Films Velvet in coproductie met France 3 Cinéma.
Jodie Foster werd gecast voor de hoofdrol van Lilian Steiner. De Amerikaanse actrice, die vloeiend Frans spreekt, speelde tijdens haar carrière in verschillende Franse films.

### Filmopnames
De filmopnames gingen op 30 september 2024 van start en duurden tot 22 november. Er werd gefilmd in Parijs en Normandië.

## Release
Vie privée ging op 20 mei 2025 in première op het Filmfestival van Cannes buiten competitie.